# Doris Fitschen
Doris Fitschen (Zeven, 1968. október 25. – 2025. március 15.) ötszörös Európa-bajnok, olimpiai bronzérmes német labdarúgó, hátvéd.

## Pályafutása

### Klubcsapatban
1988 és 1992 között a VfR Eintracht Wolfsburg, 1992 és 1996 között a TSV Siegen, 1996 és 2001 között az 1. FFC Frankfurt labdarúgója volt. Az Eintracht Wolfsburg csapatával két német bajnoki címet és egy kupagyőzelmet ért el. Az 1. FFC Frankfurt együttesével két bajnoki címet és három kupagyőzelmet szerzett. 2001-ben az amerikai Philadelphia Charge csaptában fejezte be az aktív labdarúgást.

### A válogatottban
1986 és 2001 között 144 alkalommal szerepelt a német válogatottban (1991-ig nyugatnémet válogatottban) és 16 gólt szerzett. 1989 és 2001 között hat Európa-bajnokságon vett részt, ahol öt alkalommal (1989, 1991, 1995, 1997, 2001) aranyérmet nyert a csapattal. Tagja volt az 1991-es kínai, az 1999-es Egyesült Államokbeli világbajnokságon részt vevő válogatottnak. Részt vett az 1996-os atlantai és a 2000-es sydney-i olimpián. Az utóbbi bronzérmet szerzett a csapattal.

## Sikerei, díjai
NSZK és Németország
- Olimpiai játékok
  - bronzérmes: 2000, Sydney
- Európa-bajnokság
  - aranyérmes (5): 1989, 1991, 1995, 1997, 2001

 TSV Siegen
- Német bajnokság
  - bajnok (2): 1993–94, 1995–96
- Német kupa
  - győztes: 1993

 1. FFC Frankfurt
- Német bajnokság
  - bajnok (2): 1998–99, 2000–01
- Német kupa
  - győztes (3): 1999, 2000, 2001
- DFB-Hallenpokal
  - győztes: 1997, 1998, 1999